# Коллонтайский план

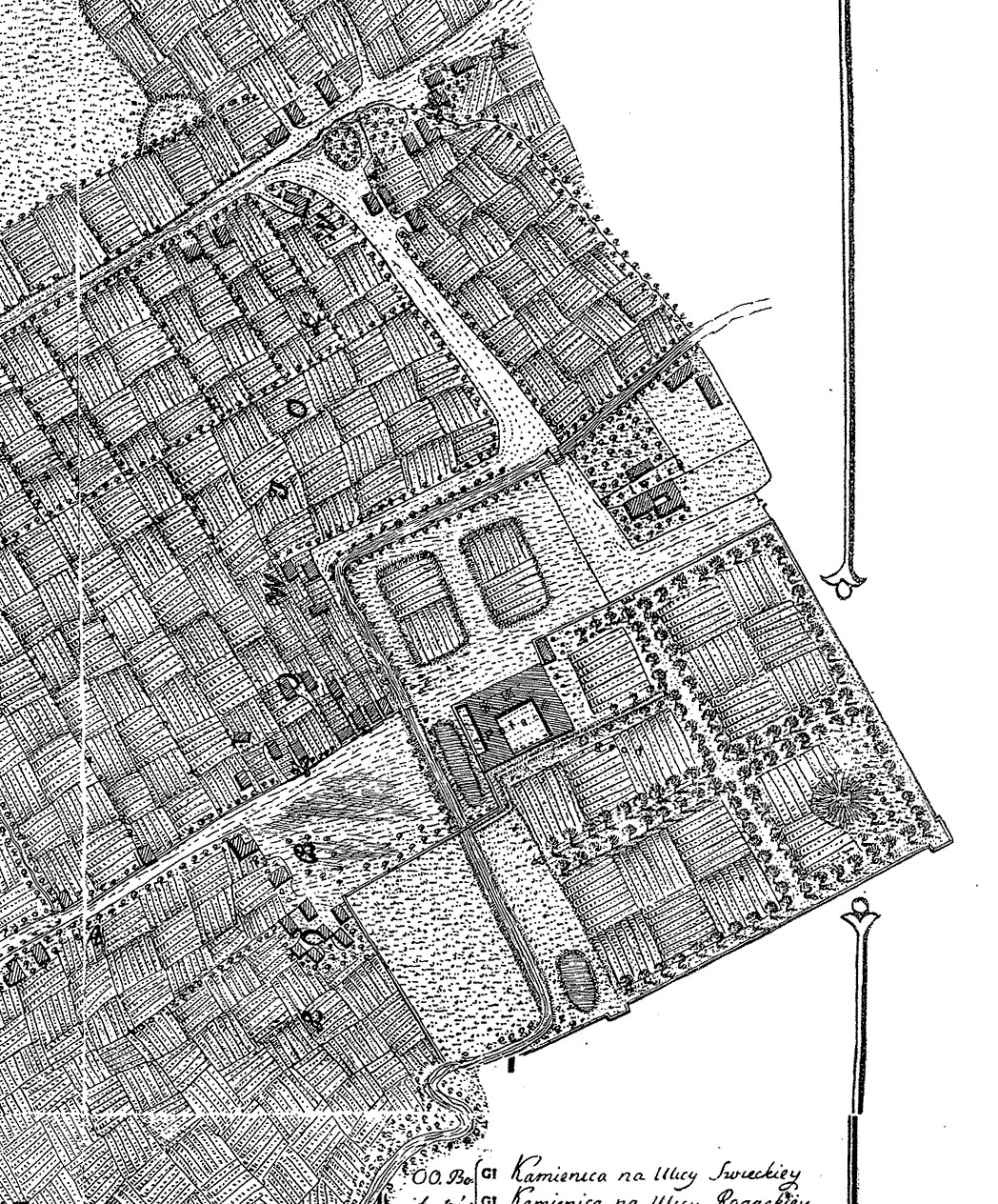
Фрагмент Коллонтайского плана с изображением зданий Королевского дворца в Лобзуве

Коллонтайский план (пол. Plan Kołłątajowski) — условное наименование топографической карты Кракова с пригородами на северном берегу Вислы. Карта была составлена по просьбе ректора Краковской академии Гуго Коллонтая, именем которого карта впоследствии стала называться. Карта была издана в 1785 году и называлась «Planie miasta Krakowa z przedmieściami» (План города Кракова с предместьями). Коллонтайский план является ценным информационным и историческим источником о топографии исторического центра Кракова.
Подробная и относительно точная карта имеет масштаб 1:3000 с ориентацией на юго-восток. На плане указаны расположение отдельных зданий и земельных участков. Коллонтайский план стал на долгое время единственной подробной картой Кракова.
В настоящее время Коллонтайский план хранится в Краковском историческом музее.